# Federación de Trabajadores de Chile
La Federación de Trabajadores de Chile (FTCH) fue una federación sindical que funcionó entre 1906-1907, fue la primera central sindical chilena. Creada en junio de 1906 al unificar a los trabajadores de Santiago, tuvo una fuerte predominancia anarquista convirtiéndose en la plataforma de acción del movimiento libertario chileno de aquel tiempo. Paralelamente se crea la Federación Mancomunal de Valparaíso (1906) que agrupa las sociedades de socorros mutuos y las sociedades de resistencia, estas últimas de tendencia anarquista, del principal puerto nacional. Siguiendo el mismo ejemplo se crea la Federación Mancomunal de Santiago (1907). 
La FTCH reconocía una sola organización por gremio, como una forma de evitar el paralelismo sindicial y debilitar las sociedades de socorros mutuos. Apoya la huelga general de mayo de 1907, la cual se derrumba el 20 de junio. La matanza de la Escuela Santa María de Iquique (21 de diciembre de 1907) provoca la represión de las organizaciones obreras. Con lo cual la FTCH y gran parte del movimiento anarquista se disuelve o desarticula.